# سد تانسا
سد تانسا هو سد ترابي وجاذبية يقع على نهر تانزا بالقرب من مومباي، منطقة ثين في ولاية ماهاراشترا في الهند. السد هو أحد المصادر السبعة الرئيسية لمياه الشرب لمدينة مومباي.

## المواصفات
ارتفاع السد فوق أدنى أساس هو 41 م أي مايعادل (135 قدم) في حين أن طول السد يبلغ 2,804 م (9,199 قدم). حجم المحتوى يبلغ 2,670 كم 3 (640 مي مي) وتبلغ السعة التخزينية الإجمالية 208,700.00 كم أي مايعادل 50,069.79 متر مكعب 

## الاغراض المستخدمة
يعتبر السد كمصدر للمياه وبنفس الوقت الوقت يستخدم كمصدر لمياه الشرب